# Затока Рейнеке
Затока Рейнеке (рос. залив Рейнеке) — затока у західній частині Сахалінської затоки Охотського моря між мисом Мофета (54°11′21.7″ пн. ш. 139°52′31.51″ сх. д. / 54.189361° пн. ш. 139.8754194° сх. д.) та за 8 км від нього на північний захід мисом Олександра (54°17′19.54″ пн. ш. 139°47′3.52″ сх. д. / 54.2887611° пн. ш. 139.7843111° сх. д.). Територія Ніколаєвського району Хабаровського краю Російської Федерації. Названа у XIX столітті на честь російського віцеадмірала Михайла Рейнеке.
Береги затоки біля вхідних мисів скелясті та уривисті, у вершині — низинні. Глибини від 10 до 12 м. У затоці відчувається дія припливних течій.